# 성남시의 마을버스
성남시의 마을버스는 경기도 성남시를 중심으로 운행하는 소규모 대중교통으로, 총 42개의 노선을 13개의 운수업체가 운영하고 있다. 

## 운임
성남시의 마을버스 요금 체계는 경기도의 버스요금 체계를 따르나 독자적인 요금이 적용된다.
현재의 요금은 2019년 11월 23일 경기도마을버스 요금 인상된 요금이다.<ref>
| 종류 | 나이                                 | 카드 (원) | 현금 (원) |
| ---- | ------------------------------------ | --------- | --------- |
| 마을 | 어른 (일반, 만 19세 이상)            | 1,350     | 1,400     |
| 마을 | 청소년 (중·고등학생, 만 13세 ~ 18세) | 950       | 1,000     |
| 마을 | 어린이 (초등학생, 만 7세 ~ 12세)     | 680       | 700       |

## 운수 업체
| 운행업체     | 노선 번호 | 등록 대수 |
| ------------ | --------- | --------- |
| 광성운수     | 3-3       | 11        |
| 대일교통     | 7         | 6         |
| 대일교통     | 7-1       | 3         |
| 대일교통     | 32        | 2         |
| 대일교통     | 37        | 1         |
| 대일교통     | 74        | 4         |
| 미금마을버스 | 1         | 1         |
| 미금마을버스 | 2         | 6         |
| 미금마을버스 | 2-1       | 1         |
| 미금마을버스 | 19        | 5         |
| 분당마을버스 | 3         | 4         |
| 분당마을버스 | 3-1       | 6         |
| 분당마을버스 | 3-2       | 7         |
| 분당마을버스 | 3-7       | 3         |
| 분당마을버스 | 73        | 2         |
| 분당마을버스 | 73-1      | 1         |
| 서현교통     | 76        | 11        |
| 서현교통     | 601       | 1         |
| 서현교통     | 602       | 7         |
| 서현교통     | 602-1     | 6         |
| 서현교통     | 602-2     | 5         |
| 성남마을버스 | 3-5       | 7         |
| 성남마을버스 | 3-6       | 3         |
| 성남여객     | 11-1      | 3         |
| 성남여객     | 71        | 3         |
| 성남시민버스 | 810       | 5         |
| 성남시민버스 | 811       | 5         |
| 성남시민버스 | 812       | 5         |
| 신도양       | 8         | 1         |
| 신도양       | 8-1       | 5         |
| 신도양       | 75        | 4         |
| 신도양       | 77        | 6         |
| 신도양       | 78        | 5         |
| 신도양       | 251       | 2         |
| 성남여객버스 | 86        | 8         |
| 성남여객버스 | 87        | 10        |
| 성남여객버스 | 88        | 10        |
| 성남여객버스 | 88-1      | 12        |
| 영상교통     | 7         | 7         |
| 영상교통     | 7-2       | 5         |
| 은행마을버스 | 10        | 5         |
| 은행마을버스 | 10-1      | 3         |
| 진아교통     | 72        | 2         |
| 진아교통     | 107       | 1         |
| 진아교통     | 109       | 3         |
| 진아교통     | 109-1     | 2         |
| 진아교통     | 110       | 2         |
| 진아교통     | 111       | 2         |
| 진아교통     | 115       | 3         |
| 진아교통     | 117       | 2         |

## 운행 노선
| 노선 번호 | 운행업체     | 운행구간                   | 운행구간 | 운행구간              | 경유지 | 배차 간격 (분) | 비고                                                                 |
| --------- | ------------ | -------------------------- | -------- | --------------------- | --- | -------------- | -------------------------------------------------------------------- |
| 1         | 미금마을버스 | 대광사                     | ↔        | 정자역                | 무지개마을, 오리초등학교, 미금역, 한라아파트 | 60             |                                                                      |
| 2         | 미금마을버스 | 분당서울대병원             | ↔        | 늘푸른고교            | 골안사입구, 무지개마을, 청구빌라, 미금역, 정자역 | 15             |                                                                      |
| 2-1       | 미금마을버스 | 대광사                     | ↔        | 정자동                | 골안사입구, 구미동행정복지센터, 구미초등학교, 청구빌라, 미금역, 네이버, 정자역, 늘푸른고등학교 | 7              |                                                                      |
| 3         | 분당마을버스 | 판교역                     | ↔        | 요한성당              | 서현역(2층), 서현1동행정복지센터, 효자촌, 대진고교, 태현공원>율동공원>요한성당>지역난방공사 | 15             |                                                                      |
| 3-1       | 분당마을버스 | 서현역(2층)                | ↔        | 여수지구              | 서현1동행정복지센터, 서현역, 이매촌한신, 매송중, 매송초, 탄천운동장, 야탑역 | 10             |                                                                      |
| 3-2       | 분당마을버스 | 서현역(2층)                | ↔        | 요한성당              | 서현1동행정복지센터, 효자촌, 대진고교, 태현공원>요한성당>지역난방공사 | 5              |                                                                      |
| 3-3       | 광성운수     | 모란역                     | ↔        | 광주축협              | 태평역, 모란역, 중원구청, 하대원행정복지센터, 상대원1동행정복지센터, 이배재터널, 목현동, 송정동행정복지센터, 광주보건소, 광주터미널 | 10~15          |                                                                      |
| 3-5       | 성남마을버스 | 이배재입구                 | ↔        | 상대원2동             | 공단오거리, 상대원1동행정복지센터, 상대원시장, 상대원고개, 단대오거리역, 신흥역, 성일고 | 8              |                                                                      |
| 3-6       | 성남마을버스 | 이배재입구                 | ↔        | 하대원동              | 공단오거리, 상대원1동행정복지센터, 상대원시장, 상대원고개, 단대오거리역, 신흥역, 수진역, 성남중, 검단초, 하대원동행정복지센터, 아튼빌아파트 | 25             |                                                                      |
| 7         | 영상교통     | 상대원1동행정복자센터      | ↔        | 신흥역                | 중원초교, 상대원3동행정복지센터, 금상초, 대원중, 신구대학교, 금광1동·2동행정복지센터, 단대오거리역 | 8              |                                                                      |
| 7         | 대일교통     | 분당서울대병원             | ↔        | 보바스기념병원        | 불곡고교, 미금역 | 13~15          |                                                                      |
| 7-1       | 대일교통     | 분당서울대병원             | ↔        | 미금역                | 대원사거리(분당) | 20             | 주말 미운행                                                          |
| 7-2       | 영상교통     | 상대원1동 행정복지센터     | ↔        | 신흥역                | 상대원시장>대일초>상대원3동행정복지센터>상대원1동행정복지센터>상대원시장, 상대원고개, 단대오거리역 | 10             |                                                                      |
| 8         | 신도양       | 테크노파크                 | ↔        | 단대오거리역          | 대원빌라, 하탑중, 야탑역, 성남시청, 모란역, 성남운동장, 성남여고, 신흥역 | 60             | 주말 미운행                                                          |
| 8-1       | 신도양       | 매화마을                   | ↔        | 단대오거리역          | 대원빌라, 하탑중, 야탑역, 장미마을 | 6              |                                                                      |
| 10        | 은행마을버스 | 은행주공                   | ↔        | 신흥역                | 은행시장>은행2동행정복지센터>은행주공>을지대>은행시장, 남한산성입구역, 단대오거리역 | 8              |                                                                      |
| 10-1      | 은행마을버스 | 은행주공                   | ↔        | 신흥역                | 산성공원>은행중>은행주공>산성공원, 을지대, 은행시장, 남한산성입구역, 단대오거리역 | 10             |                                                                      |
| 11-1      | 성남여객     | 금토동                     | ↔        | 신흥역                | 청계산 옛골, 상적동, 고등동행정복지센터, 시흥동행정복지센터, 성남시청, 모란역 | 25             |                                                                      |
| 19        | 미금마을버스 | 분당서울대병원             | ↔        | 오리역                | 골안사입구, 무지개마을 | 15             |                                                                      |
| 20        | 성남마을버스 | 복정동 복정역              | ↔        | 위례신도시 (31, 32)   | | 20~30          |                                                                      |
| 25        | 신도양       | 테크노파크                 | ↔        | 여수지구              | 상탑초, 야탑역, 성남시청 | 12~20          |                                                                      |
| 32        | 대일교통     | 미금역                     | ↔        | 서현역                | 이우학교, 낙생저수지, 대장동, 산운마을, 운중동행정복지센터, 판교도서관, 너더리육교, 판교역, 백현마을, 이매촌한신 | 20             |                                                                      |
| 37        | 대일교통     | 미금역                     | ↔        | 대장동(대장초.중학교) | 대장동입구, 풍경채 7단지 | 40             |                                                                      |
| 71        | 성남여객     | 원마을 13단지              | ↔        | 백현마을              | 성내미육교, 판교테크노밸리, 판교역 | 10~15          |                                                                      |
| 72        | 진아교통     | 원마을 13단지              | ↔        | 서현역                | 원마을13~9단지, 판교동행정복지센터, 판교역, 백현마을 | 15             |                                                                      |
| 73        | 분당마을버스 | 운중동                     | ↔        | 판교역                | 운중동행정복지센터, 판교힐스테이트, 성내미육교 | 20             |                                                                      |
| 73-1      | 분당마을버스 | 파스퇴르연구소             | ↔        | 야탑역                | 송현초교, 건영아파트, 경남아너스빌 | 30             |                                                                      |
| 74        | 대일교통     | 산운마을 경남아너스빌      | ↔        | 서현역                | 운중동행정복지센터, 판교초교, 너더리육교, 판교역, 백현마을, 이매촌한신 | 20             |                                                                      |
| 75        | 신도양       | 사송동 공영차고지          | ↔        | 산운마을 12단지       | 삼평고, 삼환아파트, 이매역, 이매촌한신, 백현마을, 판교역, 판교테크노밸리, 판교힐스테이트, 성내미터널, 운중동 행정복지센터 | 40             |                                                                      |
| 76        | 서현교통     | 둔전동                     | ↔        | 백현마을 9단지        | 모란역, 성남시청, 야탑역, 탑마을 대우아파트, 벌말육교, 판교역, 신백현초중교 | 7              |                                                                      |
| 77        | 신도양       | 봉국사                     | →        | 봉국사                | 태평오거리, 중앙시장, 태평역, 가천대역, 태평3동행정복지센터, 태평오거리, 성남여중, 현충탑 | 4              | 편도 운행                                                            |
| 78        | 신도양       | 가천대역                   | →        | 성남시의료원          | 태평중학교 → 태평초등학교 → 태평오거리 → 태평4동행정복지센터 → 신흥시장.수정보건소 → 성남시의료원정문 → 중앙시장 → 태평역 → 태평고개 | 7~15           | 편도 운행                                                            |
| 86        | 성남여객버스 | 성남동(공영주차장)         | →        | 남위례역              | 모란역 2.3번출구, 태평역, 중앙시장, 한전사거리, 태평초등학교, 태평2동행정복지센터, 성남여자중학교, 복정고등학교, 위례서일로마을입구, 위례자이, 성남위례동행정복지센터, 래미안위례.위례고운초등학교, 위례더힐55단지, 위례롯데캐슬, 플로리채위례, 밀리토피아시티 | 20~30          |                                                                      |
| 87        | 성남여객버스 | 성남동(공영주차장)         | ↔        | 상대원동(사기막골)    | 성남종합운동장, 하대원동행정복지센터, 성일고교, 신흥지구대, 성남의료원, 단대오거리, 중원구보건소 | 16~26          |                                                                      |
| 87        | 성남여객버스 | 모란역                     | ↔        | 상대원동(사기막골)    | 성남시청후문, 여수대로, 시흥사거리, 국가기록원, 기업성장센터, 모란 | 16~26          |                                                                      |
| 88        | 성남여객버스 | 사기막골                   | →        | 사기막골              | 을지대학교, 상원초교, 산성역, 수정구청, (성남초교, 태평오거리, 중앙시장, 성남소방서, 성남종합운동장, 모란역, 중원구청, 신흥역, 성남초교)편도 순환 | 8~10           | 반시계 방향 편도 운행                                                |
| 88-1      | 성남여객버스 | 사기막골                   | →        | 사기막골              | 을지대학교, 상원초교, 산성역, 수정구청, (성남초교, 신흥역, 중원구청, 모란역, 성남종합운동장, 성남소방서, 중앙시장, 태평오거리, 성남초교)편도 순환 | 8~10           | 시계 방향 편도 운행                                                  |
| 107       | 진아교통     | 백현동(판교더샵퍼스트파크  | ↔        | 판교역                | 백현교차로, 낙생고등학교, 지역난방공사, 판교역동편 → 판교역북편 → 동안교 → 엔씨소프트.안랩 → H스퀘어.삼환하이펙스 → 한국무역정보통신 → 봇들마을5단지 → 웰츠타워 → 판교역동편 - 이후 역순                                                                       | 10~30          |                                                                      |
| 109       | 진아교통     | 정자역                     | →        | 정자역                | 상록마을, 정든마을, 분당중앙고, 이마트 분당점, 한진아파트 | 10~15          |                                                                      |
| 109-1     | 진아교통     | 정자역                     | ↔        | 요한성당              | 정자2동행정복지센터, 우성아파트, 수내3동행정복지센터, 분당동행정복지센터, 대진고교 | 15             |                                                                      |
| 110       | 진아교통     | 정자역                     | ↔        | 잡월드                | 정자사거리 | 15             |                                                                      |
| 111       | 진아교통     | 정자역                     | ↔        | 분당서울대병원        | KT, 이마트 분당점, 한국가스공사 | 15             |                                                                      |
| 115       | 진아교통     | 수내역                     | →        | 수내역                | 분당고, 수내2동 행정복지센터, 수내초등학교, 수내고, 동국대한방병원, 내정초등학교, 초림초등학교 | 10             |                                                                      |
| 117       | 진아교통     | 백현동(판교더샵퍼스트파크) | →        | 정자동 (KT)           | 한국잡월드, 로얄팰리스, 정자역, KT.주택전시관 | 15~30          |                                                                      |
| 602       | 서현교통     | 분당동 행정복지센터        | ↔        | 사송동 공영차고지     | 샛별마을, 서현고등학교, 서현역, 백현마을, 판교역, 봇들마을, 판교고등학교 | 8              |                                                                      |
| 602-1     | 서현교통     | 율동공원                   | ↔        | 실리콘파크            | 대진고등학교, 서현고등학교, 서현역, 백현동행정복지센터, 판교역 | 10             | 출퇴근 판교역-실리콘파크 운행 공휴일 고등동 및 청계산 옛골 연장 운행 |
| 602-2     | 서현교통     | 늘푸른고등학교             | ↔        | 세븐벤처밸리          | 수내역, 서현역, 백현동행정복지센터, 판교역 | 20             | 주말 미운행 출퇴근 판교역-세븐벤처밸리 운행                          |
| 810       | 성남시민버스 | 은행1동 태영빌라           | ↔        | 수진1동행정복지센터   | 금광시장, 단대오거리역, 신흥역, (구)시청 | 10~12          |                                                                      |
| 812       | 성남시민버스 | 테크노파크                 | ↔        | 판교역                | 상탑초교, 건영빌라, 야탑역, 송현초교 | 12~13          |                                                                      |

### 인접 지역 노선
| 지역   | 노선                                                                                               |
| ------ | -------------------------------------------------------------------------------------------------- |
| 용인시 | 5(상현), 11, 14, 15, 16, 17, 19, 22, 23, 25, 26, 26-2, 33, 34, 35, 36, 39, 39-1, 50, 59-1, 80, 810 |